# Phaseolaster
Phaseolaster je rod glavočika smješten u podtribus Brachyscominae,  dio tribusa Astereae.
Phaseolaster je zamjenski  naziv za nedavno opisani rod  Phaseolaria Nesom (2020) i njegove tri vrste, odvojene iz australskog roda Olearia, nelegitimno su nazvane zbog tako prije nazvane zelene alge (Chlorococcaceae) Phaseolaria Printz (1921.) 
Ovdje su navedeni zamjenski nazivi:
1. Phaseolaster elliptica (DC.) Nesom, comb. nov. [zamjensko ime]. Phaseolaria elliptica (DC.) Nesom, Phytoneuron 65: 27. 2020. Olearia elliptica DC., Prodr. 5: 271. 1836.
2. Phaseolaster fulgens (A.R. Bean) Nesom, comb. nov. [zamjensko ime]. Phaseolaria fulgens (A.R. Bean) Nesom, Phytoneuron 65: 27. 2020. Olearia fulgens A.R. Bean, Austrobaileya 10: 658. 2020.
3. Phaseolaster praetermissa (P.S. Green) Nesom, comb. nov. [zamjensko ime]. Phaseolaria praetermissa (P.S. Green) Nesom, Phytoneuron 65: 27. 2020. Olearia praetermissa (P.S. Green) A.R. Bean, Austrobaileya 10: 660. 2020. Oleolaria elliptica subsp. praetermissa P.S. Green, Kew Bull. 48: 311. 1993.

## Sinonimi
- Phaseolaria G.L. Nesom